# Sumerta Kelod
Sumerta Kelod is een bestuurslaag in het regentschap Denpasar van de provincie Bali, Indonesië. Sumerta Kelod telt 19.133 inwoners (volkstelling 2010).